# José Benevenuto de Lima
José Benevenuto de Lima (Mombaça, Ceará, 8 de setembro de 1878 – 10 de fevereiro de 1936) foi um farmacêutico brasileiro.
Graduado em farmácia pela Faculdade de Medicina do Rio de Janeiro em 1904. Foi eleito membro da Academia Nacional de Medicina em 1927, sucedendo Francisco Antonio Giffoni na Cadeira 100, que tem Ezequiel Corrêa dos Santos como patrono.